# Рыбинский, Николай Захарович
Николай Захарович (Захарьевич) Рыби́нский (1 мая 1887, Киев — 21 февраля 1955, Нью-Йорк) — участник Белого движения, штабс-капитан; русский журналист, писатель, драматург, актёр, режиссёр.

## Биография

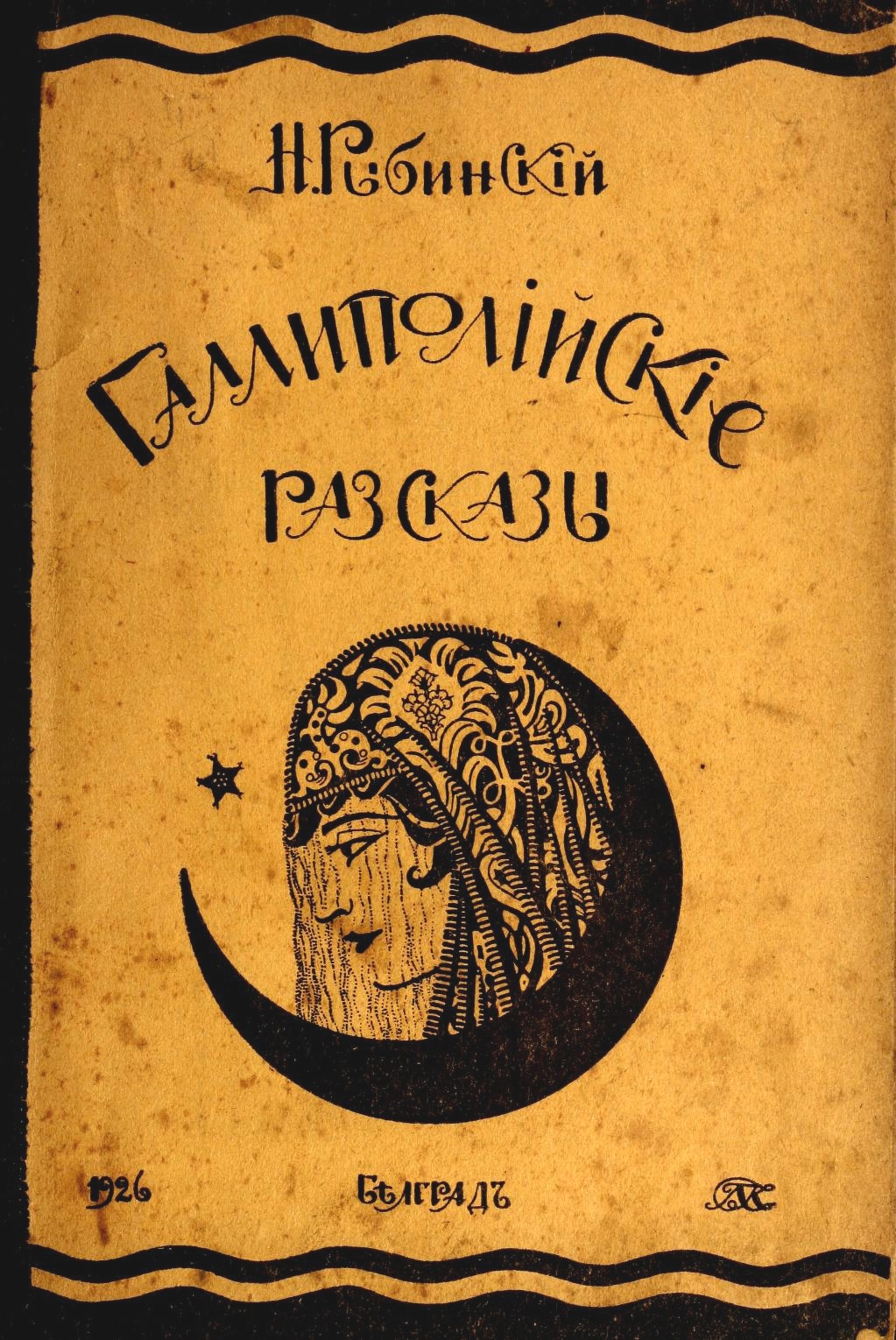
Обложка «Галлиполийских рассказов»

Родился в 1887 году в Киеве. Происходил из мещан.
Среднее образование получил в Киево-Печерской гимназии. Затем учился на юридическом факультете университета Св. Владимира. Воинскую повинность отбывал в 4-й искровой роте, 14 февраля 1914 года был произведён в прапорщики запаса инженерных войск.
С началом Первой мировой войны был призван в 8-ю искровую роту. Состоял адъютантом роты, за боевые отличия был награждён несколькими орденами, в том числе орденом Св. Анны 4-й степени с надписью «за храбрость».
В Белом движении в чине поручика в Добровольческой армии и ВСЮР. В 1920 году работал в крымской вечерней газете, где вёл театральный отдел.

### Среди русской военной эмиграции
Вместе с Русской армией эвакуировался в Галлиполи, где занимался общественной и литературной работой. Штабс-капитан штаба 1-го армейского корпуса, один из основателей Общества галлиполийцев. Вместе с капитаном Марковской железнодорожной роты В. В. Ореховым и подпоручиком 6-го отдельного бронепоездного артдивизиона профессором В. Х. Даватцем подал генералу А. П. Кутепову рапорт с предложением основать Общество галлиполийцев. По окончании Галлиполийского сидения переехал в Болгарию, откуда в 1922 году был выслан в Королевство Сербов, Хорватов и Словенцев (Югославия). В 1925 году штабс-капитан 1-й Галлиполийской роты в Югославии.

### Журналистская, литературная и театральная деятельность
Впоследствии переехал в Белград, где занимался журналистской, литературной и театральной деятельностью. Вместе с В. Х. Даватцем — редактор издательского отдела Общества Галлиполийцев и белградской газеты «Новое время» вплоть до её закрытия в 1930 году. Сотрудничал в периодических изданиях русской эмиграции: «Россия и Славянство», «Возрождение», «Иллюстрированная Россия», «Часовой», «Казачий журнал». Активно участвовал в театральной жизни русской эмиграции в Югославии: писал пьесы, как актёр и режиссёр участвовал в театральных постановках. Вот как Николай Захарович рассказал об этой стороне своей деятельности:

… Пока существует у исполнителей и у публики потребность в устройстве своих русских спектаклей, значит — существует и жажда родной, чистой речи. А это значит, что мы не обезличенная русская пыль, а русские люди, не забывшие свою родину. Ведь каждый такой спектакль на чужбине — собрание и актёров и зрителей во имя той России, которая, без деления на партии, едина для всех».
В этот период отдельными изданиями выходят его сборник «Галлиполийские рассказы» (посвящённые пребыванию 1-го армейского корпуса в Галлиполийском лагере) и «Лиза. Маленькая повесть».

### Во время и после Второй мировой войны
В 1941 году во время бомбардировки Белграда Н. З. Рыбинский был ранен. Выйдя из больницы, поступил на курсы церковного устава. Впоследствии, как и многие русские военные эмигранты на Балканах, вступил в Русский корпус, участвовал в боевых действиях против коммунистов на территории Югославии. После поражения оказался в Мюнхене, в лагере для перемещённых лиц на территории замка Шляйсхайм, где в это время находились многие деятели русской культуры, проводились встречи писателей, в которых Н. З. Рыбинский принимал участие. В 1951 году переехал в Нью-Йорк, продолжал заниматься журналистикой. Печатался в «Новом русском слове», «Часовом», «Русской мысли».
Скончался в Нью-Йорке 21 февраля 1955 года от сердечного приступа. Похоронен на кладбище Ново-Дивеевского монастыря.